# Jun Murai (informatico)
Jun Murai (村井 純?, Murai Jun; Tokyo, 29 marzo 1955) è un informatico giapponese, riconosciuto in patria come il "padre di Internet in Giappone".
Professore presso l'Università Keio, è il fondatore della rete JUNET e del progetto WIDE.

## Biografia
Nato a Tokyo nel 1955, nel 1979 si laureò presso la Facoltà di Scienza e Tecnologia dell'Università Keio, conseguendo due anni più tardi la laurea magistrale in informatica e nel 1987 il dottorato di ricerca. Nel 1984 fondò JUNET (Japan University Network), la prima rete interuniversitaria del Giappone. Nel 1988 diede via a un progetto di ricerca autonomo chiamato WIDE (Widely Integrated Distributed Environment), la cui rete crebbe fino a costituire la principale dorsale di Internet del paese, e per il quale Murai continua a servire come membro del consiglio.
Murai è stato presidente del Japan Network Information Center (JPNIC), vicepresidente della Japanese Internet Association e uno dei fondatori della Internet Society, facendo parte del consiglio dal 1997 al 2000. Nel 1998 è stato nominato come uno dei primi nove direttori della Internet Corporation for Assigned Names e Numbers (ICANN), carica che ha ricoperto fino al giugno 2003. Dal 2009 è preside della Facoltà di Studi sull'Informazione e l'Ambiente dell'Università Keio.
Nel 2005 ha ricevuto il Premio Postel come riconoscimento per i suoi sforzi nel promuovere e diffondere Internet in tutta la regione del Pacifico. Nel 2011 è stato fregiato dell'Institute of Electrical and Electronics Engineers Internet Award e nel 2013 è stato inserito nella Internet Hall of Fame.